# Gospodstvo Putten
Gospodstvo Putten (imenovano tudi "den lande van Put" ali "de vorsche van Put") je bilo neodvisno gospostvo na otoku Putten in okoli njega v današnji nizozemski provinci Južna Holandija. Gospostvo je sprva obsegalo otok Putten in dele IJsselmonde, Hoeksche Waard in Flakkee .

## Zgodovina
Gospodstvo Putten je verjetno nastalo v 12. stoletju. Raztezalo se je od Kat(h)endrechta blizu Rotterdama (približno današnji Charlois), preko Poortugaala, otoka Putten in zahodnega dela Hoeksche Waarda do vzhodnega dela Flakkeeja. Upravljali so ga gospodje Putenski, dokler ni leta 1459 umrl njihov zadnji potomec. Kmalu zatem je gospodstvo Putten v celoti prešlo v roke holandskih grofov. V francoskem obdobju je bila upravna struktura Nizozemske prenovljena in vsa gospostva so bila ukinjena, vključno s Puttenskim.
Izvor gospostva Putten se nanaša tako na geografsko območje kot na upravno enoto. Oboje je tesno prepleteno.

### Zgodnji srednji vek
V zgodnjem srednjem veku (450–1000) je bil današnji otok Putten z okolico močvirno območje in zato praktično neprimerno za bivanje. Najstarejše sledi s tega območja so bile najdene v polderjih Oud- in Nieuw-Markenburg, na severozahodu današnjega Spijkenisseja, blizu današnjega Hartelkanaala. Tam so bile najdene najdbe iz karolinškega obdobja in sledi naselitve iz 10. stoletja.
Od leta 900 naprej so kmetje začeli z melioracijo divjine in kopali jarke za odvajanje vode. Zaradi te drenaže se je šotna zemlja posedla, zaradi česar je bilo zemljišče ranljivo za poplave. Zemljišče še ni bilo zasipano. Višji in trdnejši grebeni potokov so se zaradi peščene ali muljaste zemlje le malo ali nič posedali. To je povečalo višinske razlike med območji ribnikov in grebeni potokov.

### 11. stoletje
V 11. stoletju je rodbina gospodov Voorneških imela v lasti območje med reko Striene (ki je tekla skozi Hoeksche Waard) na vzhodu, Severnim morjem na zahodu, reko Oude Maas na severu in vzhodnim delom Flakkeeja na jugu. Vključen je bil tudi Putten. Vendar pa je gospostvo Roeden (Rhoon in njegova okolica) pripadalo ločenemu fevdu.
V 11. stoletju je bilo gospostvo Putten še vedno popolnoma nenaseljeno območje, ki so ga prečkali le potoki in potoki. Na območju gospostva Putten sta bili nato dve melioraciji:(1) Markenburg, na severu današnjega Spijkenisseja, blizu kanala Hartel, in (2) blizu današnjega Poortugaala. Ti stari naselbini sta nastali okoli velike kmetije, imenovane dvor ali curtis, ki so jo obdajale manjše kmetije za tlačane.

### 12. stoletje
Do konca 12. stoletja je nastalo že več naselij. Toda v 12. stoletju je območje okoli ustja reke Maas večkrat poplavilo. Še posebej pozimi 1163–1164 in med poplavo vseh svetih (1170) je voda povzročila veliko škodo: številna naselja so bila popolnoma uničena, vključno s tistimi v Markenburgu in današnjem Simonshavenu. Izgubljeni so bili pašniki in polja, uničene so bile hiše in kmetije, območje je bilo prekrito s plastjo gline, izgubljen je bil sistem potokov in drugih vodnih poti, jarki pa so se zamulili. Ljudje so morali začeti znova.
Kasneje so razumeli, da so nasipi potrebni za omejevanje takšnih nesreč. V 12. in 13. stoletju so zgradili nasipe in drenažne sisteme, s katerimi so ustvarili polderje. Gospodarji dežele, vključno z grofom Florisom III. in njegovimi nasledniki, so spodbujali dela za upravljanje z vodo in nasipe, ker so varovali njihovo lastnino, meliorirana zemljišča pa so zagotavljala več desetine. Posledično je bilo v 12. in 13. stoletju melioriranih vedno več divjine. Polderji v Puttenu so bili sprva le otoki na šotišču; šele kasneje so jih povezali drugi nasipi, s čimer so ustvarili večje, sosednje območje.

### Prvi polderji
Prvi dokončen dokaz, da je gospostvo Putten vsaj šele začelo obstajati, je bila uvedba mitnice v Geervlietu leta 1179. Mitnina predpostavlja mitnico in nekaj uradnikov, torej minimalno število prebivalcev in s tem območje, primerno za bivanje, ter s tem nasip/polder. Geervliet je bil verjetno eden prvih nasipov na obsežnem območju slanih močvirij in blatnih ravnic med Voornejem, Strijenom in celinsko Južno Holandijo. 

#### Mitnica pri Geervlietu
Ko v 12. stoletju Wiedele ni bila več ozka šotna voda, temveč široka reka, verjetno prav zaradi poplav v 12. stoletju , je postala pomembnejša za ladijski promet v Flandrijo in iz nje. Ko so kapitani množično uporabljali to novo pot, da bi se izognili cestnini pri Strienemondeju (zdaj sredi Hoeksche Waarda), je nizozemski grof Floris III. takoj uvedel mitnino na koncu Wiedeleja, pri Geervlietu, morda že leta 1157, vsekakor nekaj let pred letom 1166. To ga je spravilo v konflikt s Flandrijo in bil je celo ujet. Leta 1179 je grof končno prejel uradno listino nemškega cesarja Friderika Barbarosse, ki mu je podelila pravico do pobiranja cestnin pri Geervlietu. S tem se je spor rešil in vsak kapitan, ki je plul mimo Geervlieta, je moral nizozemskemu grofu plačati 5 % vrednosti svojega tovora.

### Izvor gospodstva
Prvi polderji so bili verjetno tisti v Oude in Nieuwe Putten, na severu današnjega Hoeksche Waarda in vzhodno od otoka Putten. Gospodstvo Putten verjetno izvira iz tega polderja in vasi Putten, ki se je nahajala v njem. Ta vas je tvorila prvotno jedro posesti gospodov Putenskih. Ime naj bi se preneslo na celotno območje. Upravno središče se je sprva nahajalo v tem polderju Putten, v gradu Puttenstein, med današnjima Oud-Beijerlandom in Heinenoordom. Po njegovem uničenju leta 1304 so upravno središče preselili v Putenski dvor (Hof van Putten) v Geervlietu.
Po Puttenu so bili ponovno pridobljeni polderji Geervliet, Spickenisse (Spijkenisse), Biervliet, Vriesland in Hekelingen. V naslednjih stoletjih so upravitelji spodbujali gradnjo več nasipov in s tem več polderjev.
Za pregled vseh polderjev v gospostvu in njihovega (verjetnega) datuma nastanka si oglejte seznamu polderjev v gospostvu Putten.

## Geografija

### Velikost in meje
Gospodstvo Putten je vključevalo:
- Putten over die Maze (Putten preko Starega Maasa (Oude Maas)): zahodni del IJsselmondeja s cerkveno vasjo Katendrecht (zdaj Charlois) in nasipi Pernis, Poortugaal in Hoogvliet., z izjemo Rhoona in okolice, ki je pripadal samostojnemu gospostvu Roeden.
- Otok Putten: med Oude Maas, Bornisse, Wydele in Suedde (± sedanji Spui); lahko razdelimo na:
  - Putten znotraj obroča : polderji Putten (v jugovzhodnem kotu otoka), Geervliet, Biert, Simonshaven, Spijkenisse, Braband, Vriesland in Hekelingen.
  - Putten zunaj Ringa, vključno s Puttenom nad Bernisse : Drenkwaard in kasnejšim polderjem Zuidland ter drugimi, pozneje pridobljenimi območji na otoku Putten
- Putten čez Spui : zahodna točka Hoeksche Waarda: Piershil, Corendike ( Korendijk z Goudswaardom ), Beningerland in Oude Putten
- Putten čez Flakkee : vzhodna točka Overflakkeeja z Borrewoudsmoer/Berwoutsmoer in mestom Oostmoer; Den Bommel, mesto na Haringvliet in Middelharnis, nekdanji St. Michiel v Puttenu, Trentmoerju in Hegenisseju (to ustreza območju, ki se zdaj razteza med Oude Tonge in Ooltgensplaat).

Poleg melioriranih območij so h gospostvu pripadala tudi sosednja območja zunaj nasipov, ki so bila ob plimi pogosto poplavljena. V zračni črti je merila dvajset kilometrov od vzhoda do zahoda in petindvajset kilometrov od severa do juga.
Vsa ta območja so pripadala gospostvu Putten, ki so mu vladali gospodje Putenski. Vendar pa vsa območja znotraj njega niso imela istega fevdalnega gospodarja. Severni del je bil fevd Holandskega grofa, južni del pa gospodov Voorneških, ki so tudi sami imeli Holandskega grofa za svojega fevdalnega gospodarja.
| Območje                                                               | Fevdalni gospod    |
| --------------------------------------------------------------------- | ------------------ |
| Putten preko Maasa (Poortugaal in okolica)                            | Grof Holandski     |
| Putten, kjer se nahaja Geervliet (Geervliet - Spijkenisse)            | Grof Holandski     |
| Južni del otoka Putten (Biert, Hekelingen, Simonshaven, Schuddebeurs) | Gospodje Voorneški |
| Putten čez Bernisse (Zuidland)                                        | Gospodje Voorneški |
| Putten čez Spui (zahodni Hoeksche Waard)                              | Gospodje Voorneški |
| Putten preko 't Flakkee (vzhodni Flakkee; Flakkee je bil voda)        | Gospodje Voorneški |

Gospodje Putenski so od leta 1304 naprej vladali svojemu gospostvu iz dvornega kompleksa v Geervlietu. Potem ko je bil njihov prejšnji grad Putenstein blizu Heinenoorda uničen, je Nikolaj III. preselil svoj dvor v to vas, ki je leta 1381 od Zwederja Abcoudejskega prejela mestne pravice. Nikolaj III. se je poročil z Alejd Strijensko in tako razširil svoje ozemlje, ki je vključevalo Strijen, del Hoeksche Waarda in majhno območje v Severnem Brabantu (Klundert in Zevenbergen).

### Vodne poti
Na zemljevidih območja so iz tistega časa označene naslednje vodne poti , od katerih jih veliko ne obstaja več:
- Bornisse (Bernisse): med Wiedele in Oude Maas
- Dintel, ki se je izlival v Striene iz zahodnega Severnega Brabanta
- Flakkee: voda med otokoma Putten in Overflakkee, zdaj Haringvliet
- Maas: vedno je mišljen Stari Maas
- Mark, ki se je iz Flandrije in prek zahodnega Severnega Brabanta izlival tudi v Striene
- Striene, med Šeldo in Starim Maasom, je bila na začetku 12. stoletja najpomembnejša plovna pot med Flandrijo in severom
- Suedde ali Swedde: voda med otokoma Putten in sedanjim Hoeksche Waardom, približno tam, kjer se danes nahaja Spui
- Tille, Beninge, Westerlecke, Ostleek (Oostenrijk): šotne vode, ki so odvajale odvečno vodo iz šote; obstaja le še Oostenrijk
- Vliet, vzhodna meja Puttena čez labirint blizu Charloisa, izvira iz 15. stoletja
- Westlic, Westerlecke ali Westenrijk je bil potok v polderju Zuidland
- Wiedel(e) ali Wydele (danes južni del Bernisse), kjer sta iztekali reki Beninge in Tille.

- Bernisse v Zuidlandu, prej Wiedele (2021)
- Oostenrijk (2021)
- Stari Maas (Meusa) (2018)
- Spui, prej Suedde/Swedde (2019)
- Tiengemeten in Haringvliet, prej Flakkee (2015)
- Dintel (2010)
- Mark (2018)

### Polderji in krajevna imena
Razlage imen v gospostvu Putten:
- Polder Putten je bil verjetno soimenjak gospostva in otoka. V tem polderju so bile šotne jame ((moer-)putten) (moer = šota), ki so morda dale ime.
- Geervliet, Heenvliet, Biervliet in Bleynevliet (Zuidland) so tako imenovani, ker se nahajajo na vodi, Vliet.  (mišljena je Bernisse).
- Scadecamp: ime je morda povezano s poplavami v drugi polovici 12. stoletja, ko je bilo treba na novo pridobljena zemljišča ponovno prepustiti vodi in so ljudje tako utrpeli škodo (sc(h)ade).
- Frizijo so verjetno ponovno zavzeli frizijski kolonisti iz starega frizijskem območju severno od estuarija Maas.
- Ime Hekelingen lahko izhaja iz osebnega imena Hekel ali Heke.
- Braband je morda dobil ime po deželi vojvode Jana Brabantskega, domovini prednikov Alejd Strijenske, žene Nikolaja III. Putenskega.
- Fickers Hill (polje ali travnik med Biertom/Biervlietom in Oostenrijk): prvotno Fyckaert's-hill, vzpetina nekega Fijkaarta.
- Hoogvliet se je prvotno imenoval Odevliet, kasneje Oedenvliet, po drugi hčerki Nikolaja III. Putenskega, Ode (1295-1332). Prvič se omenja leta 1326.
- Polder Simonshaven je poimenovan po graditelju nasipov, Simonu Markenburškem, mlajšem bratu Nikolaja III. Putenskega. Naselje Simonshaven se je imenovalo tudi Simonshamme.
- Z izgradnjo polderja Simonshaven je bil leta 1305 dokončan "Putenski obroč": celoten otok Putten je bil zdaj zaščiten z enim samim neprekinjenim obročastim nasipom. Kasneje so bili dodani še drugi polderji zunaj obroča, kot so Schuddebeurs, Oostbroek in Ouden Nieuw-Hongerland.
- Charlois v Puttenu onstran Maasa je dobil ime po Karlu iz Charolaisa, takratnem gospodarju Puttena
- Stari in Novi Hongerland: ti polderji so bili negotova posest: večkrat so poplavili, zato tam ni bilo mogoče gojiti hrane ali pasti živine. Ime je morda povezano s tem.
- Staro in novo poplavno območje Puttena: "poplavno območje" je poplavljeno območje, ki ni bilo ponovno nasipovano ali pa je bilo ponovno nasipovano šele mnogo let po poplavi.
- Wolvenpolder: poimenovan po Reijnierju van der Wolffu, ki je v sedemnajstem stoletju dvignil poletni nasip v zimski.

Kar se tiče drugih polderjev in krajevnih imen v gospostvu Putten, si lahko samo ugibamo, zakaj se tako imenujejo.
- Polder Hekelingen s pašniki in poljedelstvom (2019)
- Ovce na Meeuwenplaatu (2017)
- Griendoogst - Allemanshaven (ob Oude Maas južno od Spijkenisse; ±1966)
- Zunanji nasip blizu Zuidlanda (2017)
- Ribolov lososa Oude Maas (±1920)
- Čoln na Spuiju (2014)

## Organizacija in upravljanje
Gospodstvo Putten je imelo večplastno organizacijsko strukturo:
1. polderji in okrajni uradi (ambachten), najnižja raven
2. upravljanje voda in nasipov s strani odbora za nasipe, koordinacijska raven nad tem
3. Gospodje in gospe Putenski, najvišja avtoriteta v vseh zadevah; imeli so tudi podporno birokracijo; zaradi svoje "svobodne gospoščine" so imeli obsežna pooblastila.

### Lastniška razmerja
V času gospostva so bili glavni lastniki:
- Gospodje gospe Putenski so imeli v lasti veliko večino pridobljene zemlje, nasipe in vode; zemljo so podeljevali v fevd vazalom;
- cerkev je imela zakonsko pravico do dela na novo pridobljenih polderjev;
- Kapitelj Geervliet, ki ga je leta 1307 ustanovil gospod Nikolaj III., je leta 1571 imel v lasti več kot 228 ha zemljišč, kar lahko imenujemo veliko zemljiško posest.

Zemljišča/fevdalne pravice so bile prodane, ko so lastniki/fevdalni gospodje zašli v finančne težave; prodajo so izvajali lastniki sami ali na zahtevo upravitelja nasipa, če dolgovi niso bili poplačani dovolj hitro, na primer po preboju nasipa.

### Polderji in upravni uradi
Najnižjo raven organizacijske strukture so sestavljale polderske uprave in z njimi povezane upravni uradi (ambachten). Ta organizacija je bila že vzpostavljena, ko je bil nov polder nasipan.
Za nasipanje območja je bilo potrebno dovoljenje gospodarja zemlje, v tem primeru gospoda Putenskega. Zaporedni gospodje Putenski so z veseljem sodelovali, saj je melioracija povečala njihov dohodek in ozemeljsko moč. Čeprav so bili lastniki pustinj, jih niso mogli sami nasipati in obdelovati. Prav tako niso mogli prisiliti prebivalcev k temu, saj so prebivalci pripadali svobodnemu razredu. Zato so gospodje s svojimi (bodočimi) vazali sklenili sporazume, ki so urejali veliko več kot le nasipanje: zajemali so tudi lastninske odnose, dolžnosti in pravice (kot so nasipanje, boj proti zunanjim vodam in njihova organizacija), plačilo desetine in davkov (fiksnih dajatev, ki se zaračunavajo v imenu gospodarja zemlje) ter opravljanje tlačanskih storitev. Gospod se je zavezal, da bo pregledoval in nadzoroval nasipe, česar ni opravljal sam, temveč je to prepustil imenovanim uradnikom.

#### Sodni izvršitelj in svetniki
Upravno je polder postal upravno gospostvo. Njegovo upravo so oblikovali šerif in svetniki. Imenoval jih je zemljiški gospod, izbran izmed največjih posestnikov (fevdalnih gospodov) polderja, in so tako zastopali tudi druge posestnike. Vpliv na upravo polderja je bil pridržan tistim, ki so imeli v lasti zemljo, in več zemlje ko so imeli, večji vpliv so imeli. To je veljalo tudi za šerifa in svetnike, ki so morali imeti v lasti zemljo in živeti v zadevnem polderju, da bi bili izvoljeni za šerifa ali svetnika. Šerif v Puttenu je moral imeti v lasti vsaj 10 mer zemlje v graščini, kjer je bil šerif. 

### Kolegij nasipa
Do leta 1353 sta bili upravi polderjev in upravnih enot neposredno podrejeni gospodom in gospem Putenskim. Leta 1353 se je prvič pojavil odbor "meenschepenen" (skupni svetniki za več polderjev), ki je pod vodstvom upravnika (od okoli leta 1380 ruwaard ) izvajal vrhovni nadzor nad deli na nasipu in vodnega odbora. Ta odbor za nasipe je postal krovna organizacija za upravljanje vseh polderjev znotraj obroča nasipa otoka Putten.
Leta 1364 je bil prvi upravitelj nasipov imenovan za vodjo odbora za nasipe obročastih nasipov Puttena, verjetno Zweder van Abcoude , takratni gospod Putenski. Položaj upravitelja nasipov je skoraj neprekinjeno do leta 1797 zasedala ista oseba, ki je bila tudi ruwaard Puttena (torej je bil ruwaard tudi upravitelj nasipov). Upravnike nasipov je imenoval gospod Putenski.
Upravni odbor obročastega nasipa Putten je izvajal naslednja pooblastila  :
1. Z uvedbo odloka (lokalnih zakonov in predpisov), ki je vseboval vse določbe, za katere je odbor menil, da so potrebne na področju upravljanja nasipov in voda, je vsak, ki ga ni upošteval, tvegal globo.
2. Letno pregledati nasipe skupaj s svetniki in petkrat letno opraviti glavni pregled nasipov skupaj s člani vodnega odbora (ki je vedno vključeval obrok na stroške gospoda).
3. Sodna praksa v zadevah, povezanih z nasipi in vodnimi upravami  .
4. Nadzor nad načinom, kako so sodni izvršitelj in mestni svetniki v svojem poklicu obravnavali zadeve v zvezi z nasipi in vodnimi upravami.

Od okoli leta 1500 je bil sedež vodnega odbora Putten v sejni sobi mestne hiše Geervliet.
Nasipni odbor za obročasti nasip Putten je bila le eden od upraviteljev nasipov znotraj gospostva Putten. 

### Gospodje in dame Putenski
| Obdobje     | Ime                 |
| ----------- | ------------------- |
| (1216)      | Jan I.              |
| (1229-1247) | Nikolaj I.          |
|             | Jan II.             |
| (1268–1275) | Nikolaj II.         |
| (1276–1311) | Nikolaj III.        |
| 1311–1354   | Beatrijs            |
| 1354-1361   | Aleid II.           |
| 1361–1400   | Zweder Abcoudski    |
| 1400–1459   | Jakob iz Gaasbeek   |
| 1459–1467   | Karel iz Charolaisa |

Gospodje in gospe Putenski so imeli najvišjo oblast v gospostvu Putten. Njihova "svobodna gospoščina" jim je dajala precejšnjo moč nad gospostvom in njegovimi dohodki. Vendar so imeli tudi obveznosti, pri katerih so jim pomagali različni uradniki.

#### Svobodno gospostvo
Del gospostva Putten je bil prvotno del gospostva Voorne. Okoli leta 1170 se je gospostvo Putten odcepilo od Voorne in postalo neodvisno gospostvo, katerega fevdalni gospodar je bil gospod Voorne. Verjetno je bilo po letu 1170 pridobljeno tudi območje "Putten preko Maasa" (Poortugaal in okolica), leta 1294 pa je bilo dodano še gospostvo Strijen. Tako kot Voorne je bilo tudi gospostvo Putten tako imenovano "svobodno gospostvo", imenovano tudi visoko gospostvo, brez obveznosti ali drugih obveznosti do višjih oblasti, kot sta grof ali baron. Gospodje in gospe Putenski so delovali popolnoma neodvisno. Ti privilegiji so verjetno nastali, ker so bili prvotno alodialni (svobodni, brez fevdalnih vezi) gospodje, katerih ozemlje ni spadalo pod jurisdikcijo holandskih grofov. Privilegiji gospoda Puttena so vključevali:
1. Grofom Holandije ne plačujte denarja, gospodar Putten je s tem lahko razpolagal sam (leta 1281 Voorne in Putten nista ničesar prispevala k dohodku grofa Florisa V).
2. Gospod Putenski je služil grofu Holandije v bitkah pod njegovo lastno zastavo in pobiral vojaški davek zase, katerega regulacijo je nadzoroval sam.
3. V stiski so lahko poklicali prebivalce, da se jim pridružijo v bitki; prebivalci so jim morali slediti na konjih ali z zobatimi ladjami.
4. Pravica do prirastka in pridobitve, po kateri je imel gospod ali gospa pravico prevzeti lastništvo aluvialne zemlje in nasipovanih polderjev. Gospodje in gospe so izdajali dovoljenja za nasipavanje na tem območju. Znotraj polderjev so imenovali vazale, upravitelja in svetnike.
5. Sprejemanje zakonov. Gospodje Putenski so, neovirano s strani grofa ali grofove uprave, izvajali zakonodajno oblast na svojem ozemlju. To jim je dalo pooblastila, ki so jih sicer imeli le na najvišjem sodišču suverena.
6. Gospodje in gospe Putenski so bili najvišji sodniki na svojem območju. Že v 13. stoletju je Nikolaj I. izvrševal visoko pravosodje, vključno s pravico, da nekoga obsodi na smrt, in ta pravica je trajala vsaj do 14. stoletja.
7. Ustanovitev cerkva in imenovanje duhovnikov v gospostvu je bilo pridržano gospodu ali gospe Putenskima.
8. Gospodje in gospe Putenski so prejemali desetino od šote, koruze in živine; imeli so mitnino v Geervlietu (za sled, čebulo in vino; bližnji grof je pobiral davek za drugo blago), ribolov in lov, trajekte in pridelke.

Toda sčasoma so se gospostva Putten, Strijen in Voorne znašla pod ozemljem grofa in sčasoma niso mogla več ohraniti svoje neodvisnosti. Za svojega fevdalnega gospoda in suverena so morala priznati grofa Holandskega, sicer pa so ostala neodvisna. Kdaj se je ta prehod zgodil, ni znano, verjetno pa v začetku 13. stoletja ali prej; v vsakem primeru je bil to dejstvo do leta 1303. To je veljalo za severni del  in posredno tudi za južni del, ki je bil fevd Voorneških. Nove obveznosti so vključevale:
- Gospod Putenski je moral priznati in podpreti grofa Holandije, ki mu je bil nadrejen
- Grofu je moral plačati (finančni) fevdni davek.

Za razliko od večine drugih gospostev na Nizozemskem in Zelandiji je gospostvo Putten ostalo svobodno gospostvo, brez nadaljnjih obveznosti, zlasti brez finančnih obveznosti. Tako so ostale privilegije, ki so veljale za gospode Putenske (ter Voorneške in Strijenske) in ne za druge vazale v Holandiji in Zelandiji.

#### Uradniki gospostva
Za pravilno upravljanje gospostva so gospodje in gospe Putenski zaposlovali različne uradnike:
- Sodni izvršitelji in sodni upravitelji
  - Leta 1311 je Beatrijs Putenska nasledila svojega očeta kot gospa Putenskega. Poročena je bila s Flamcem, ki je imel svoje obveznosti in zato ni mogel biti ves čas prisoten v Puttenu. Med svojo odsotnostjo je zato vsaj od leta 1330 naprej imenovala namestnika, sodnega izvršitelja. Od takrat naprej so šerifi poročali neposredno sodnemu izvršitelju.
  - Leta 1380 je bil pod Zwederjem Abcoudskim urad sodnega izvršitelja povišan v ruwaarda z večjimi pooblastili pri odločanju: ruwaard je postal najvišji upravni uradnik, ki je služil tudi kot sodni izvršitelj (predsednik sodišča), pogosto tudi kot glavni upravitelj nasipov. Skupaj z najpomembnejšimi vazali je ustanovil stalni upravni svet, ki je služil tudi kot fevdalno in zemljiško sodišče. Izdajal je sodbe na področju fevdalnega in zemljiškega prava, oskrbnik pa je v njegovem imenu izvajal plačila. Ruaardi so bili odgovorni gospodom Putenskim.
  - Od leta 1467, ko je zadnji gospod Putenski, Karel iz Charolais, nasledil svojega očeta kot holandski grof, so bili ruwaardi odgovorni holandskemu grofu. Od takrat naprej je ruwaarde imenoval holandski grof; ta donosen položaj so običajno zasedali plemiči iz Haaga, ki so nato poslali namestnike. To stanje je ostalo do leta 1807.
  - Eden od ruwaardov Putenskih je bil Jan mlinar Hendricxz (1361).
- Oskrbniki: Upravljanje premoženja in dohodkov gospodov Putenskih in Strijenskih je bilo v 14. stoletju zaupano oskrbniku, sprva za celotno gospostvo, okoli leta 1380 pa sta bila dva, eden za Putten in Poortugaal ter drugi za Strijen. Med letoma 1390 in 1395 je obstajal tudi ločen oskrbnik za Poortugaal, oskrbnik Puttena pa je deloval tudi kot prvi oskrbnik. Poleg tega je bil pogosto tudi upravitelj. V poznejših letih vladavine Jakoba iz Gaasbeeka je bil spet en sam oskrbnik. Med letoma 1477 in 1593 sta bila spet dva, nato pa je bilo upravljanje gospostva Putten združeno z upravljanjem (upravljavskega okraja?) Južne Holandije. Oskrbnik je plačeval v imenu upravitelja.
- Uradniki, med katerimi je bil tudi Bartholomeus Arntz. Uter Hage. Sestavil je register vseh dokumentov, ki jih je imel za dragocene in so bili takrat prisotni v gosposkem arhivu, in sicer za obdobje od 1235 do 1448. Vendar pa je Van der Gouw ta register opisal kot "ne vedno zanesljiv register".

## Gospodarstvo
Gospodstvo Putten je bila skupnost, ki so jo večinoma sestavljali neodvisni kmetje in kmetijski delavci z družinami. Stopnja samozadostnosti je bila visoka, ne le pri hrani, temveč tudi pri oblačilih in stanovanjih. Vendar pa ni bilo vse, kar so pridelali, njihovo: najemnino, desetino in davke (tukaj: davke za upravljanje nasipov in drugih vodovodnih naprav) je bilo treba plačati gospodu in upraviteljem nasipov. Poleg tega so morali opravljati dela, ki so jih opravljali kot tlačani.

### Prihodki in odhodki gospodov
Okoli leta 1304 je imel Nikolaj III. Putenski približno 100 vazalov, ki so od njega v fevdu imeli zemljo, hiše in ribolovne pravice, prek katerih je od njih prejemal desetino; poleg tega je prejemal dohodek od glob. Zaradi obsežnih zemljiških posesti tako v gospostvu Putten kot v Strijen sta Nikolaj in Alejd prejemala velike denarne dohodke. V zgodnjih letih 14. stoletja je njun letni dohodek znašal vsaj 1000 funtov.
Dohodek Zwederja Abcoudskega iz gospostva Putten in Strijen v poslovnem letu 1379  je znašal skupno 607 funtov, od tega več kot polovica iz šestih vasi Putten (Geervliet, Biert, Simonshaven, Spijkenisse, Hekelingen in izginule vasi Putten)  Preostanek je prišel iz Puttena preko Maasa (Poortugaal in okolica) in Strijena. 
Izdatki istega leta 1379 so vključevali:
- nakup šote za gorivo in zaloge, vključno s soljenim lososom in jeguljo
- plačila za vzdrževanje sodišča in nasipov
- plače kurirjev, potni stroški in plače sodnega osebja
- plačila vazalom in ugodnosti duhovščini ter revnim odborom v različnih vaseh
- vzdrževanje gospodovega premoženja, kot je bil mlin za žito v Spijkenisseju (leta 1382)  .

Saldo : Na koncu je bila skoraj polovica vseh dohodkov izplačana vitezu Zwederju, preostanek pa je bil potreben za zgoraj omenjene stroške, pozitivno stanje pa je znašalo 33 funtov, 12 šilingov in 3 penijskih grošev.
Med poplavo sv. Elizabete (1421) je bil poplavljen celoten Putten. Leta 1422 so bili nasipi na otoku Putten zaprti. To pa ne velja za zemljišča Jakoba iz Gaasbeeka v Grote Waardu ali Zuidhollandse Waardu. Delno zaradi vojn trnka in trske je večina zemljišč okoli Strijena ostala neograjena pol stoletja, nastala pa sta Biesbos in Nieuwe Merwede. Zaradi tega je v morje teklo več vode skozi Hollands Diep in Haringvliet, manj pa skozi Oude Maas, Striene in Bernisse. To je povzročilo drastično spremembo v upravljanju voda okoli Puttena: Bernisse se je zamulil, vzdolž Bernisse in Spuija pa je prišlo do večjega nasipa. Ta nasip je naznanil začetek vrste novih nasipov (Zuidland, Velgersdijk, Schuddebeurs, v Hoeksche Waardu, Hoenderhoek). 

### Več pravic za Geervliet in Zuidland
- Leta 1381 je Zweder Abcoudski, gospod Putenski, Geervlietu podelil mestne pravice. To je pomenilo, da je Geervliet pridobil lastno vlado in pristojnost ter je lahko odslej izdajal lastne zakone in predpise za svoje upravno območje, vendar je ostal podrejen gosposki oblasti. Vendar Geervliet ni nikoli postal cvetoče mesto, kot so si ga zamislili v 14. stoletju. Vzroki so bili konkurenca drugih mest, kot je Dordrecht, in preusmerjene ladijske poti (na primer, poplava reke sv. Elizabete je drugje ustvarila nove ladijske kanale).
- Leta 1439 je Jakob iz Gaasbeeka vasi Zuidland podelil pravico do brezplačnega tedenskega in letnega trga. Ta letni trg je postal več kot le regionalna zadeva: tja so pluli tudi trgovci iz mest v Holandiji, Zelandiji, Brabantu in Flandriji.

### Del grofije Holandije
Od leta 1467, ko je Karel vaharolais, zadnji gospodaruttea,skinasledil svojega očeta kot niholazdski of, se je oblika vladavine spremenila v baguvernerstvoime pa je postalo baGuvernerat žele Putten .

## Velikosti putsejev in denarne enote
Merske in denarne enote, ki so se uporabljale takrat, se razlikujejo od današnjih  :
- Palec: 2,6 cm
- Čevelj: 12 ali 13 palcev
- Vatel: 68 cm
- Palica : 4,08 m, razdeljena na 12 čevljev po 12 palcev.
- Linija : 100 kvadratnih palic
- Gemet : približno pol hektarja (malo manj ali malo več), razdeljen na tri vrste, vsaka s sto kvadratnimi palicami ali gredmi.
- Gred ali Schaft: mera prostornine z velikostjo kvadratne Putsejeve palice (4,08 m x 4,08 m) in debelino ene Putsejeve noge (ene lopate), približno 5 1/3 m³
- Funt : flamski funt, ki je vseboval 20 šilingov
- Šiling : 12 penijev
- Penij  ali Groš: sestavljen iz 24 mitenov, mytenov ali mietenov
- Obolis : pol penija.

### Preberi več
- Poročila o posestvih Putten 1379-1429 S spremnimi dokumenti (Nacionalne zgodovinske publikacije, GS 170 171) / JL van der Gouw. - 's-Gravenhave: Martinus Nijhof, 1980. Digitalno dostopno prek Huygensovega inštituta